# Safi al-Din Ardabili
Safi al-Din Ishaq Ardabili (in persiano شیخ صفی‌الدین اسحاق اردبیلی‎, Shaykh Ṣafī al-Dīn Isḥāq Ardabīlī; Ardabil, 1252 – 1334) è stato un religioso e poeta curdo musulmano sunnita della dinastia safavide, fondatore dell'ordine Safaviyya ed erede spirituale e genero del grande sufi Murshid (Gran maestro) sceicco Zahed Gilani, di Lahijan nella provincia di Gilan nel nord dell'Iran. La maggior parte di ciò che sappiamo su di lui proviene dal Ṣafvāt al-ṣafāʾ, un'agiografia scritta da uno dei suoi seguaci.

## Biografia

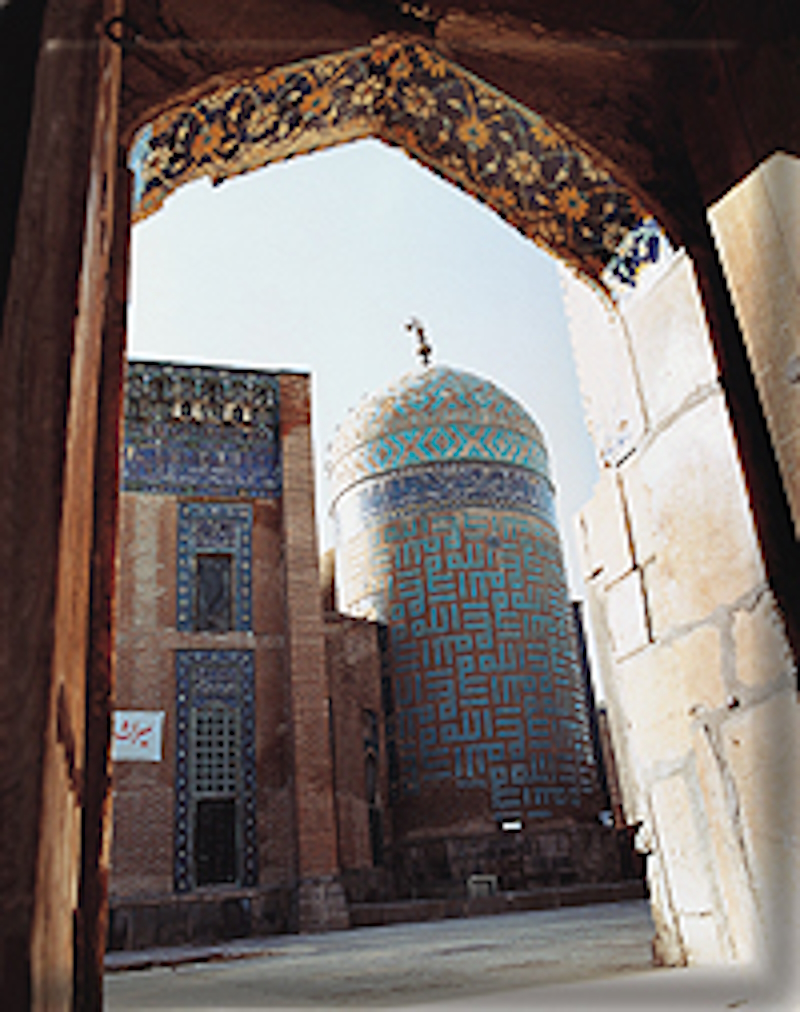
Tomba di Ṣafī al-Dīn ad Ardabil

Di origine curda, Ṣafī al-Dīn discendeva, secondo Vladimir Minorskij, dallo shaykh Firuz-shah, un uomo ricco che viveva a Gīlān e a cui i signori curdi avevano concesso il controllo di Ardabil e dei suoi dintorni. Minorskij si riferisce alle affermazioni dello shaykh Ṣafī al-Dīn, relative alle sue origini, ad ʿAlī ibn Abī Ṭālib, ma esprime dubbi su questo punto.
Il lignaggio maschile della famiglia safavide, così come riferito dall'antico manoscritto del Safwāt aṣ-ṣafāʾ, è riportato nella maniera seguente: "(Shaykh) Ṣafī al-Dīn Abū l-Fattāḥ Isḥāq, figlio dello Shaykh Amīn al-Dīn Jibrāʾīl, figlio di al-Ṣāliḥ Quṭb al-Dīn Abū Bakr, figlio di Ṣalāḥ al-Dīn Rashīd, figlio di Muḥammad al-Ḥāfiẓ al-Kalām Allāh, figlio di Jawād, figlio di Pīrūz al-Kurdī al-Sanjāna (Pīrūz Shāh Zarin Kolah il curdo di Sanjān)" simile a quello del suo patrigno Ṣafī al-Dīn, swhaykh Zahed Gilani, anch'esso di Sanjān, nel Grande Khorasan.

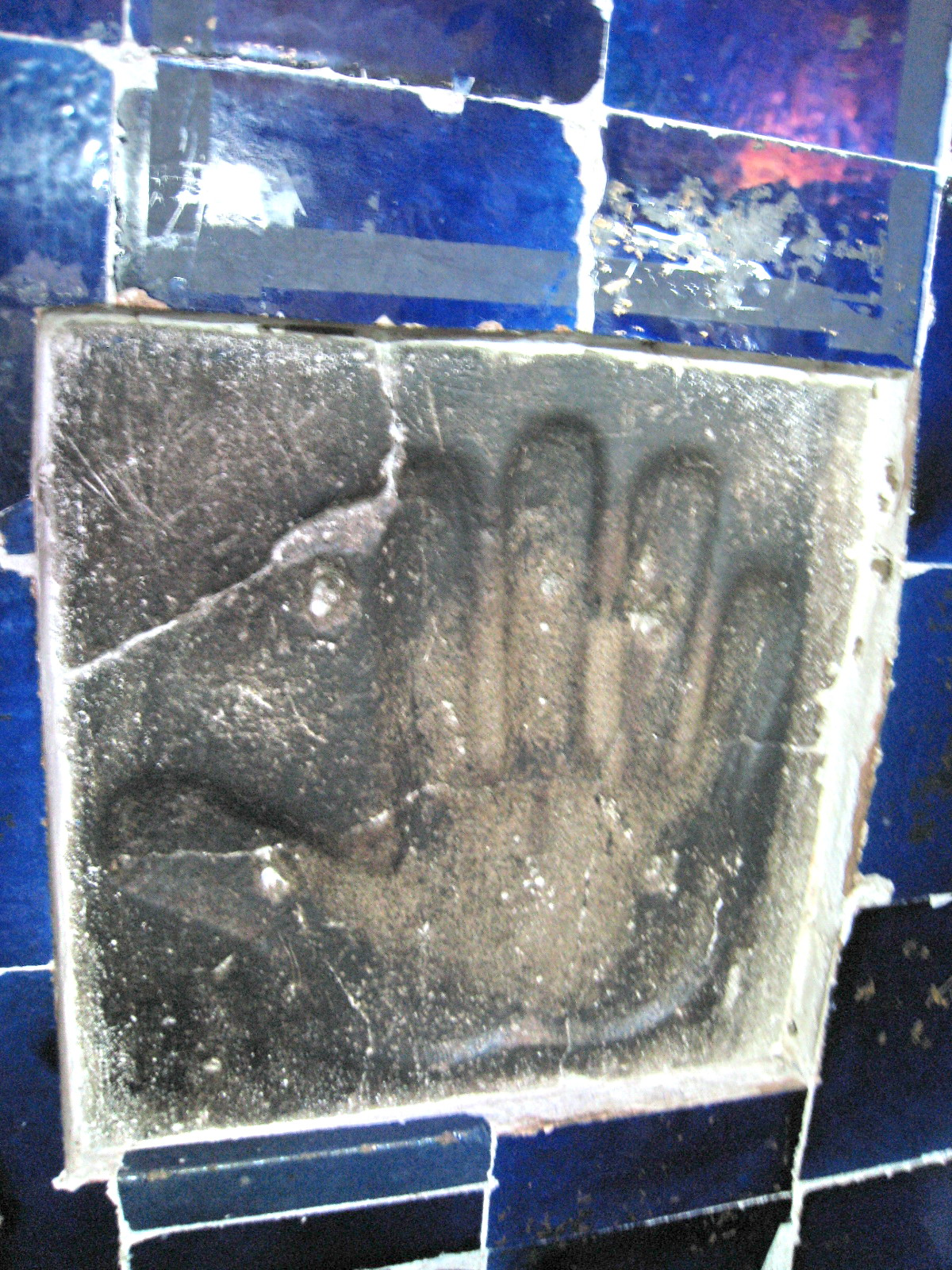
Figura di una mano gigante incisa nel mausoleo di Ṣafī al-Dīn Ardabīlī, mostrante lo stemma duodecimano di scià Panj-tan-e Āl-e Abā

## Ascensione a Murshid
Lo Shaykh Ṣafī al-Dīn ereditò l'ordine dello Shaykh sufi Zahed Gilani, la "Zahediyye", che in seguito trasformò nella "Safaviyya". Zahed Gilani diede anche in sposa sua figlia Bibī Fāṭemeh al suo discepolo preferito. Ṣafī al-Dīn, a sua volta, diede una sua figlia, avuta da un precedente matrimonio, al figlio secondogenito dello Shaykh Zahed Gilani. Nei 170 anni seguenti, l'Ordine della Safaviyya acquisì potere politico e militare, culminato infine nella istituzione della dinastia safavide.

## Poesia
Ṣafī al-Dīn compose poemi nell'antica lingua azera. Era  discendente di settima generazione di Firuz-Shah Zarrin-Kolah, un dignitario iraniano locale.
Solo pochi versi di Ṣafī al-Dīn, chiamati Dobayti (doppi versi), sono pervenuti ai nostri giorni. Scritti nell'antica lingua azera e in lingua persiana, hanno una notevole importanza linguistica al giorno d'oggi.